# Pseudospinaria attenuata
Pseudospinaria attenuata är en stekelart som först beskrevs av John Obadiah Westwood 1882.  Pseudospinaria attenuata ingår i släktet Pseudospinaria och familjen bracksteklar. Utöver nominatformen finns också underarten P. a. flavostigma.